# Кормотех
ТОВ «Кормоте́х» (Kormotech LLC) — глобальна сімейна компанія з українським корінням, найбільший виробник кормів для домашніх тварин в Україні. Виробничі потужності розташовані у селі Прилбичі Яворівському районі Львівської області, та у Литві у місті Кедайняй. Раціони розробляються власним R&D-центром у співпраці з європейськими та американськими консультантами. Компанія має виробничі потужності в Україні та в ЄС, успішно експортує до 39 країн продукцію власних брендів Optimeal, CLUB 4 PAWS, Гав!, Мяу! та власних торгових марок партнерів. Асортимент налічує понад 650 позицій. Кормотех – лідер в Україні та входить до ТОП-10 найбільш динамічних та до ТОП-51 найпотужніших виробників зоогалузі у світі за версією Petfood Industry. українське підприємство, 
Станом на 2023 рік, у компанії працює близько 1300 співробітників. Продукція експортується до 39 країн.

## Продукція
ТОВ «Кормотех» випускає продукцію під чотирма торговими марками:
- Гав! — стандарт корми для собак;
- Мяу! — стандарт корми для котів;
- КЛУБ 4 ЛАПИ  — преміум харчування для собак та котів
- Optimeal — суперпреміальне харчування для котів та собак

Під кожною торговою маркою виготоваляються як сухі, так і вологі корми, а також снекова група під брендом "КЛУБ 4 ЛАПИ".
Корми були розроблені з допомогою американських спеціалістів корпорації «PETFOOD DEVELOPMENT WORLDWIDE» і польської організації «PETFOOD SPECIALITIES» з долученням українських ветеринарів. 70% компонент кормів українського походження. Перші партії, на замовлення компанії були виготовлені в Нідерландах. Згодом почали виготовляти продукцію в Україні.
На заводі компанії використовується сучасне обладнання від провідних компаній світу: данської компанії SPROUT MATADOR, Французької STERIFLOW, швейцарської ILAPAK і корейської LEEPACK, німецької KARL SCHNELL і ПЗ від данської компанії LODAM.
У 2018 році компанії зробила ребрендинг ТМ «КЛУБ 4 ЛАПИ». У 2019 році асортимент компанії налічує понад 650 позицій. Також компанія випускає продукцію для торговельних мереж України під їх власними торговельними марками (так, для АТБ-Маркета це Cat&Go, ТМ "Своя лінія" та інші).

## Історія підприємства
ТОВ «Кормотех» засноване 30 вересня 2003 року у екологічно чистій зоні на Яворівщині (Львівська обл).
Будівництво заводу «Кормотех» зініціював львівський дріжджовий завод «Ензим» у липні 2004 року, інвестувавши у будівництво 8,5 млн доларів. Уже 2008 року продукція заводу «Кормотех» мала частку українського ринку у 15 %.
У 2005 році відкрили перший в Україні завод з виробництва сухих кормів для котів і собак. 
Із 2007 року на заводі проваджена сертифікована система управління якістю у харчовій промисловості (згідно з стандартом ISO 22000).
У 2011 році у селі Прилбичі було відкрито новий завод із виробництва вологих кормів вартістю 5 млн доларів. Річна потужність виробництва нового заводу складала 20 тис тонн продукції на рік. На той час «Кормотех» займав 25% українського ринку сухих кормів та 3,5% — вологих (із консервами «Мяу!» та «Гав!»).
У 2013 році на ринок виведено продукцію у суперпреміум сегменті Optimeal. Компанія розпочала свій шлях соціально-відповідального виробника.
У 2014 році започаткували всеукраїнську ініціативу порятунку тварин «Не залишай нас в АТО».
У 2015 році почали активно експортувати продукцію на європейський ринок. Kormotech впроваджує соціальні ініціативи та підтримує розвиток галузі в Україні.
У 2017 році компанія посіла 30 місце у рейтингу "ТОП-50 виробників кормів для тварин у Європі", створила унікальну школу розвитку для спеціалістів галузі.
У 2018 році розпочала експорт продукції до США та Чилі. Також компанія заснувала однойменну компанію у Литві та розпочала там будівництво свого першого заводу закордоном.
У 2019 році компанія опанувала понад п’ять нових країн експорту, серед яких зокрема Велика Британія та Фінляндія.
У 2020 році компанія відкрила власне виробництво у Литві. Увійшли до рейтингу топ-70 зоовиробників у світі за версією Petfood Industry.
З  березня 2022 року Kormotech зобов'язався скоординувати зусилля з надання допомоги для порятунку тварин і створив ініціативу «Save Pets of Ukraine».
На травень 2024 експорт продукції компанії відбувається в 42 країни світу.

## Власність
Станом на 2011 рік, найбільша частка підприємства (76%) належала президентові ПрАТ «Ензим» Оресту Вовку, а частка у 13,99% належала його синові Ростиславу Вовку. Директор з маркетингу ПрАТ «Ензим» Сергій Лавров володів 6%, а ще 4% належали Іванні Виноградовій.